# Greatest Hits (álbum de The Notorious B.I.G.)
Greatest Hits 
es un álbum recopilatorio del rapero estadounidense The Notorious B.I.G. El álbum fue lanzado el 6 de marzo de 2007 bajo los sellos discográficos Bad Boy Records y Atlantic Records, tres días antes del décimo aniversario de su muerte.
Greatest Hits debutó en el Billboard 200 en el posicionamiento número uno al número 14, en marzo de 2007, con 100 000 copias vendidas en su primera semana de lanzamiento.

## Recepción crítica
El álbum fue criticado por no contener muchos de los mayores éxitos de Notorious B.I.G., incluidos: «Mo Money Mo Problems», «Going Back to Cali», «Player's Anthem» y «Sky's the Limit».
El álbum vendió 178 702 unidades en cuatro semanas. El álbum ha sido certificado de disco de platino por la BPI y RIAA y ha vendido más de 1 003 000 copias en los EE. UU.

## Lista de canciones
| N.º | Título                                                                     | Álbum de origen                                                        | Duración |  |
| 1.  | «Juicy»                                                                    | Ready to Die (1994)                                                    | 5:02     |  |
| 2.  | «Big Poppa»                                                                | Ready to Die                                                           | 4:10     |  |
| 3.  | «Hypnotize» (ft. Pam from Total)                                           | Life After Death (1997)                                                | 3:50     |  |
| 4.  | «One More Chance (Remix)» (ft. Faith Evans y Mary J. Blige)                | Bad Boy's Greatest Hits Volume 1 (2005) (originally from Ready to Die) | 4:28     |  |
| 5.  | «Get Money» (ft. Junior M.A.F.I.A.)                                        | Conspiracy (1995)                                                      | 4:35     |  |
| 6.  | «Warning»                                                                  | Ready to Die                                                           | 3:39     |  |
| 7.  | «Dead Wrong» (ft. Eminem)                                                  | Born Again (1999)                                                      | 4:58     |  |
| 8.  | «Who Shot Ya?»                                                             | Ready to Die - The Remaster and Born Again                             | 5:17     |  |
| 9.  | «Ten Crack Commandments»                                                   | Life After Death                                                       | 3:24     |  |
| 10. | «Notorious Thugs» (ft. Bone Thugs-N-Harmony)                               | Life After Death                                                       | 6:08     |  |
| 11. | «Notorious B.I.G.» (ft. Lil' Kim and Diddy)                                | Born Again                                                             | 3:12     |  |
| 12. | «Nasty Girl» (ft. Diddy, Nelly, Jagged Edge, Avery Storm)                  | Duets: The Final Chapter (2005)                                        | 4:47     |  |
| 13. | «Unbelievable»                                                             | Ready to Die                                                           | 3:40     |  |
| 14. | «Niggas Bleed»                                                             | Life After Death                                                       | 4:52     |  |
| 15. | «Running Your Mouth» (ft. Snoop Dogg, Fabolous, Nate Dogg, y Busta Rhymes) | Inédito                                                                | 3:33     |  |
| 16. | «Want That Old Thing Back» (ft. Ja Rule, Ralph Tresvant)                   | Inédito                                                                | 4:59     |  |
| 17. | «Fuck You Tonight» (ft. R. Kelly)                                          | Life After Death                                                       | 5:45     |  |

| Bonus track – Edición especial: Japón |                                               |                  |          |  |
| N.º                                   | Título                                        | Source álbum     | Duración |  |
| 18.                                   | «Mo Money Mo Problems» (ft. Puff Daddy, Mase) | Life After Death | 4:17     |  |

## Posicionamiento en listas
| Lista (2007–2021)                       | Mejor posición |
| --------------------------------------- | -------------- |
| Australia (ARIA)                        | 36             |
| Bélgica (Ultratop flamenca)             | 105            |
| Canadá Billboard (Canadian Albums)      | 21             |
| Estados Unidos (Billboard 200)          | 1              |
| Estados Unidos (Top R&B/Hip-Hop Albums) | 1              |
| Estados Unidos (Top Rap Albums)         | 1              |
| Reino Unido (OCC)                       | 57             |
| Reino Unido (UK R&B Albums)             | 4              |

| Lista (2007)                                      | Posición |
| ------------------------------------------------- | -------- |
| Estados Unidos Top R&B/Hip-Hop Albums (Billboard) | 60       |
| Lista (2017)                                      | Posición |
| Estados Unidos Billboard 200                      | 169      |
| Lista (2018)                                      | Posición |
| Estados Unidos Billboard 200                      | 133      |
| Lista (2019)                                      | Posición |
| Estados Unidos Billboard 200                      | 144      |
| Lista (2020)                                      | Posición |
| Estados Unidos Billboard 200                      | 118      |
| Lista (2021)                                      | Posición |
| Estados Unidos Billboard 200                      | 105      |
| Estados Unidos Top R&B/Hip-Hop Albums (Billboard) | 75       |

## Certificaciones
| País        | Organismo certificador | Certificación | Ventas certificadas | Ref.   |
| ----------- | ---------------------- | ------------- | ------------------- | ------ |
| Australia   | ARIA                   | Platino       | 70 000              | [ 24 ] |
| Reino Unido | BPI                    | Platino       | 300 000             | [ 25 ] |